# Минская область
Ми́нская о́бласть (бел. Мінская вобласць) — административно-территориальная единица (область) в центральной части Беларуси. Административный центр — город Минск (не входит в состав области, так как имеет специальный статус). Численность населения области — 1 456 357 человек (на 1 января 2025 года).
Территория области, в основном, расположена в пределах Белорусской гряды в бассейне рек Березины, Немана и Вилии. Граничит со всеми остальными пятью регионами страны, на севере — с Витебской областью, на востоке — с Могилёвской областью, на западе — с Гродненской областью, на юге — с Гомельской областью, на юго-западе располагается административная граница с Брестской областью. Минская область — единственная из областей в Беларуси не имеющая выхода к государственной границе.
Образована 15 января 1938 года на основании Закона СССР от 15 января 1938 года «Об изменении и дополнении Конституции (Основного Закона) СССР». Исторически области предшествовала Минская губерния, образованная в 1793 году. В 1924 году восточная часть нынешней Минской области располагалась в пределах Борисовского, Минского и Слуцкого округов Белорусской ССР, а западная часть находилась в пределах Виленского, Новогрудского и Полесского воеводства довоенной Польши. С 1954 года Минская область находится в своих современных границах.

## География

### Территория
Площадь без города Минска — 39 854 км². Область расположена в центральной части Беларуси. Наибольшая протяженность с севера на юг — 315 км, с востока на запад — 240 км. Размер территории, включая город Минск, составляет 40 196 км² (19,4 % площади Беларуси). Самая высокая точка области (и всей страны) — Дзержинская гора (345 метров над уровнем моря).

### Водная система
По территории Минщины проходит водораздел между реками Балтийского и Чёрного морей — Неманом и Днепром. Большинство озёр края ледникового происхождения. Они составляют неотъемлемую часть ландшафтов области. Самые большие из них — Нарочь и Свирь. Наиболее крупные реки — Березина, Свислочь, Неман и Вилия. Есть около 60 крупных озёр с площадью более чем по 0,1 км². Самое большое озеро — Нарочь, площадь которого 80 км², наибольшая глубина — 24,8 м.
Область занимает второе место в республике по количеству водоемов и водотоков и насчитывает более 450 рек общей протяженностью свыше 10 тыс. км, около 500 водоемов, площадь зеркала воды которых составляет 246,2 км², 28 искусственных водохранилищ.

### Климат
Климат в Минской области умеренно-континентальный. Средняя температура в январе −6,8 °C, в июле +17,5 °C.
11-13 июля 2016 года по Минской области прошел мощный шторм. На города обрушился сильный ливень, сопровождавшийся шквальным ветром (до 25 м/с). От воздействия стихии пострадали 578 населенных пунктов и около 10 га леса. Несколько десятков человек получили травмы. Через год Беларусь снова подверглась разрушительному воздействию шторма. В конце июня 2017 года над Минской, Брестской и Гродненской областями прошел мощный грозовой фронт. Гроза принесла ливни и сильный порывистый ветер (до 22 м/с).
| Показатель                                | Янв. | Фев. | Март | Апр. | Май  | Июнь | Июль | Авг. | Сен. | Окт. | Нояб. | Дек. | Год |
| ----------------------------------------- | ---- | ---- | ---- | ---- | ---- | ---- | ---- | ---- | ---- | ---- | ----- | ---- | --- |
| Абсолютный максимум, °C                   | 7    | 9    | 19   | 27   | 31   | 33   | 35   | 34   | 29   | 25   | 16    | 11   | 35  |
| Средняя температура, °C                   | −7   | −6,2 | −2,2 | 5,7  | 12,1 | 16   | 16,9 | 16,2 | 11,7 | 5,8  | 0,5   | −3,7 | 5,5 |
| Абсолютный минимум, °C                    | −38  | −34  | −26  | −16  | −6   | 0    | 4    | 2    | −4   | −19  | −26   | −31  | −38 |
| Норма осадков, мм                         | 40   | 34   | 35   | 45   | 63   | 73   | 85   | 85   | 62   | 56   | 56    | 45   | 679 |
| Источник: Характеристика климата Беларуси |      |      |      |      |      |      |      |      |      |      |       |      |     |

### Растительность
По состоянию на 1 января 2018 года 38,4 % территории области покрыто лесами. Леса растут более чем на половине площади четырёх районов — Березинского (50,8 %), Борисовского (51,5 %), Крупского (50,7 %), Стародорожского (50,5 %). В Минской области расположен наименее лесистый район в стране — Несвижский (11,1 %). Немного лесных насаждений также в Копыльском (18,1 %) и Слуцком (22,1 %) районах.

### Природоохранные зоны
В пределах Минской области расположены часть Березинского биосферного заповедника, которому присвоен статус международного, природный национальный парк «Нарочанский» и ряд особо охраняемых природных территорий. На территории Минской области и Минска расположено 24 заказника республиканского значения — 15 биологических (Волмянский, Глебковка, Денисовичский, Копыш, Лебяжий, Матеевичский, Омговичский, Омельнянский, Пекалинский, Подсады, Прилукский, Стиклево, Фаличский Мох, Черневский, Юхновский), 1 водно-болотный (Вороничский остров), 1 гидрологический (Гайно-Бродня), 7 ландшафтных (Белая Русь, Борисовский, Купаловский, Прилепский, Селява, Тресковщина, Черневичский), ещё один заказник республиканского значения — Налибокская пуща — расположен частично в Минской, частично в Гродненской области. На территории области также расположен 51 заказник местного значения (14 биологических, 20 водно-болотных, 11 гидрологических и 6 ландшафтных).

## Геральдика
Герб и флаг учреждены Указом Президента Республики Беларусь от 22 ноября 2007 года № 595 и зарегистрированы в Государственном геральдическом регистре 3 декабря 2007 года № Б-124 и № Б-125. Одобрены решением Минского областного исполнительного комитета от 11 сентября 2007 года № 1074.

## История

### История до конца XVIII века
По мнению ученых, заселение территории современной Минской области началось в период мезолита (9 тыс. лет до н. э.). На территории области жили восточно-славянские племена кривичей и дреговичей. О них свидетельствует написанная в XII веке «Повесть временных лет» — «…славяне пришли и сели на Днепре и назвались полянами, а другие — древлянами, потому что сели в лесах, а ещё другие сели между Припятью и Двиною и назвались дреговичами, иные сели на Двине и назвались полочанами, по реке, которая впадает в Двину и носит название Полота».
Согласно условной летописным датировкам, киевский князь Вещий Олег в конце IX века подчинил своей власти земли дреговичей и поставил здесь подвластных ему князей. Более трёх столетий Минская земля входила в состав Полоцкого княжества. К этому периоду относится возникновение самых старых городов нынешней Минской области: Заславль (Изяславль) — 985 год; Минск (Менеск) — 1067 год; Логойск (Логожеск) — 1078 год; Борисов — 1102 год; Слуцк (Случеск) — 1116 год; Клецк (Клеческ) — 1127 год. Дегтянский клад был сокрыт вероятно около 1050 года. В глиняном сосуде хранились серебряные ювелирные изделия и монеты-денарии общим весом 7 кг.
К 1067 году относится первое письменное упоминание о Минске (ранее известный как Менеск, Меньск) в «Повести временных лет». Объединившиеся внуки Рогнеды, сыновья Ярослава Мудрого — киевские князья Изяслав, Святослав, Всеволод Ярославичи — явились под город Менеск в отместку за поход полоцкого князя Всеслава Брячиславича на Псков в 1065 году. Они овладели крепостью Менеском и разгромили войска Всеслава в Немигской битве. Кровавая битва на реке Немиге 1067 года описана в «Слове о полку Игореве»: «На Немиге снопы стелют из голов, молотят цепами булатными, на току жизнь кладут, веют душу от тела. Немиги кровавые берега не добром были засеяны, засеяны костьми русских сынов».
В 1104 году крепость Менск стала центром удельного Минского княжества Полоцкой земли, а Изяславль (Жеславль) примерно в то же время — центром Изяславского княжества. Позже первый князь Минского княжества Глеб Всеславич объединил вокруг Менска города Оршу, Друцк, Копысь.
В 1116—1119 годах, после нападения Глеба Всеславича на Слуцк против него выступила коалиция князей во главе с киевским князем Владимиром Мономахом, которые отобрали часть завоёванных городов. В 1119 году Минск был присоединен к киевским владениям. В 1140 году Минск снова стал центром удельного княжества и одним из крупнейших городов Полоцкой земли. Минские князья соперничали с полоцкими и друцкими за политическую гегемонию в Полоцкой земле.
Земли современной Минщины в конце XIII века вошли в состав Великого княжества Литовского, Русского и Жемойтского. В составе посольства Великого князя Литовского Гедимина в Новгород в 1326 году упоминается минский князь Василёк (Василько). В дальнейшем на Минской земле правили великокняжеские наместники. В 1500-е годы крымские татары опустошают Минскую землю около десяти раз. Первые города и местечки Минщины получили Магдебургское право: Слуцк — в 1441 году, Минск — в 1499 году. В 1566 году Минск стал центром Минского воеводства. С конца XVI века здесь заседал высший судебный орган Великого княжества Литовского — Главный литовский трибунал.
В 1569 году на карте Европы в результате объединения Великого княжества Литовского с Польшей появилось новое государство — Речь Посполитая. Минские земли входили в его состав до конца XVIII века. В 1667 году в результате русско-польской войны 1654—1667 годов в Минске осталось около 2 000 жителей и немногим более 300 домов. Во время Северной войны 1700—1721 годов в начале века шведские войска захватили Минские земли и обложили жителей тяжёлой контрибуцией. Во владениях Радзивиллов были построены Уречская (1738) и Налибокская мануфактуры по производству стекла.

### Российская империя
В 1793 году в результате второго раздела Речи Посполитой территория области была присоединена к России и вошла в состав Минской губернии, которая существовала до 1921 года. Её границы охватывали не только современную Минскую область, но и часть Гомельской, Брестской и Витебской областей. За время существования территориально-административное расположение и размеры губернии неоднократно менялись, границы значительно отличались от современной территории области.
В 1793—1796 годах губерния входила в Минское, Изяславское и Браславское генерал-губернаторства, а с 3 мая 1795 до 1796 года составляла отдельное Минское наместничество. В 1795 году в нём функционировали различные государственные учреждения: наместническое правление, казённая и судебная палаты, верхний и нижний земские, сиротский и другие суды, дворянская опека, губернский и Минский городской магистраты. На территории присоединенных к России земель некоторое время существовало двойное законодательство — российское и Статут 1588 года, составленный ещё Львом Сапегой. Этим объясняется множество действующих судов и учреждений, многие из которых перестали действовать только с отменой законов Великого княжества Литовского.
12 декабря 1796 года согласно указу Сената губерния поделена на 10 уездов: Бобруйский, Борисовский, Вилейский, Дисненский, Игуменский, Мозырский, Минский, Пинский, Речицкий и Слуцкий. Позднее Вилейский и Дисненский уезды отошли к Виленской губернии, а к Минской присоединили Новогрудский уезд.
28 ноября 1812 года под Борисовом и 4-5 декабря 1812 года под Молодечно произошли последние, завершающие бои между французской и русской армиями. Во время польского восстания 1830—1831 годов в Польше, Беларуси и Литве Минская губерния была объявлена на военном положении. В 1863 году в Беларуси и Литве началось национально-освободительное восстание под руководством Кастуся Калиновского. На территории губернии действовал 21 повстанческий отряд. Наиболее крупные бои с царскими войсками произошли в Воложинском, Слуцком и Игуменском уездах.
В экономическом развитии Минской губернии произошли значительные изменения, после того, как по территории были проведены железные дороги: Московско-Брестская (1871), Либаво-Роменская (1873), Петербургско-Седлецкая. Минск, Борисов, Молодечно становятся крупными железнодорожными узлами. В связи с этим резко возросла численность населения в этих городах, например, в Молодечно — в 3 раза.
На территории губернии появляются новые промышленные предприятия. Если в 1853 году на Минщине было 55 фабрик, то в 1892 году — 320. Среди них спичечные фабрики «Виктория», «Березина» (1881) и стеклозавод (1898; все они и поныне работают в Борисове), Кашарский машиностроительный завод в Минске (1881), стеклозавод «Залесье» в Вилейском уезде и другие.
В 1914—1916 годах, во время Первой мировой войны западная половина региона оказалась в зоне боевых действий. Здесь в 1916 году была проведена Нарочанская операция, в ходе которой русская армия понесла большие потери (78 тысяч человек), но в результате наступление немцев на Западном фронте ослабло, а затем было остановлено.

### Советский период
В результате Октябрьской революции на территории Минской губернии в октябре—ноябре 1917 года была установлена Советская власть. Однако, уже с февраля по декабрь 1918 года Минщина была оккупирована кайзеровской Германией. Советская власть вернулась на короткий срок, а в июне — августе 1919 года войска буржуазной Польши заняли всю территорию Минщины.
9 марта 1918 года в Минске Исполнительным комитетом Рады Всебелорусского съезда была провозглашена Белорусская Народная Республика, однако, в целом создать полноценную функционирующую систему органов власти в условиях немецкой оккупации было невозможно. На оккупированной территории Беларуси основные вопросы государственного уровня фактически решались не Радой и Народным секретариатом БНР, а германской военной администрацией.
В начале 1920 года Минская губерния была освобождена Красной Армией, однако уже осенью Польша снова захватила её западные территории. 1 января 1919 года был опубликован Манифест об провозглашении Советской Социалистической Республики Белоруссия (вследствие — Белорусская Советская Социалистическая Республика), столицей которой стал Минск. С 27 февраля того же года губерния находилась в составе Литовско-Белорусской ССР. В 1921 году, с подписанием Рижского мира, Западная Белоруссия отошла в состав II Речи Посполитой, новая советско-польская граница прошла по территории губернии.
В 1921 году Минская губерния была упразднена, а на её территории в августе 1924 года образованы Слуцкий, Минский и Борисовский округа. В 1924—1930 годах Минск был центром Минского округа, а с 1934 года — Минского района. 15 января 1938 года на основании Закона СССР от 15 января 1938 года «Об изменении и дополнении Конституции (Основного Закона) СССР» была образована Минская область. По состоянию на 20 февраля 1938 года в состав области входило 20 районов.
В сентябре 1939 года, в результате польского похода Красной Армии, произошло воссоединение Западной Беларуси с Белорусской ССР, на возвращённых западных территориях были образованы будущие районы Минской области: Мядельский, Вилейский, Воложинский, Молодечненский, Столбцовский, Несвижский и Клецкий районы.
Предвоенный уровень народного хозяйства области был одним из самых высоких в Беларуси. В Минской области насчитывалось 8 460 промышленных предприятий, на которых трудились более 62 тысяч рабочих. Среди них стеклозавод, деревообрабатывающий комбинат, спичечная, бумажная, макаронная фабрики в Борисове, чугунолитейный завод, мясо- и хлебокомбинаты в Слуцке, картонная фабрика в Пуховичах, льнозавод в Любани и многие другие. В области насчитывалось 1 962 колхоза, 63 МТС, 7 470 животноводческих ферм.
С нападением 22 июня 1941 года Нацистской Германии на Советский Союз, 26 июня войска вермахта вошли в Молодечно, 28 июня — в Минск, 2 июля — в Борисов. В течение нескольких дней вся область была оккупирована противником. За короткое время территория области стала краем массового партизанского движения. На территории области работали Минский и Вилейский подпольные областные комитеты партии, штабы соединений минских и вилейских партизан. Подпольные организации были созданы практически во всех городах и крупных населённых пунктах области.
22 марта 1943 года мученической смертью погибли 149 мирных жителей Хатыни, всего же на территории Минской области были сожжены 1 528 деревень. На территории современной Минской области немецко-фашистские захватчики создали лагеря смерти: Масюковщинский, Молодечненский и Тростенецкий, где впоследствии были уничтожены сотни тысяч советских граждан, разрушили города, практически все колхозы и совхозы. Только в Логойском районе карателями были сожжены 102 села.
В период Белорусской наступательной операции «Багратион» партизаны области тесно взаимодействовали с воинскими частями, участвовали в разгроме немецкой группировки. В июле 1944 года Минская область полностью освобождена от фашистских захватчиков. 30 июня 1944 года был освобожден Слуцк, 1 июля — Борисов, 3 июля — Минск, 5 июля — Молодечно.
20 сентября 1944 года Указом Президиума Верховного совета СССР Гресский, Копыльский, Краснослободский, Любаньский, Слуцкий, Старобинский, Стародорожский районы и город Слуцк выделены из состава Минской области и переданы в состав образованной Бобруйской области. В это же время Березинский район передан из Могилёвской области в состав Минской области. 14 мая 1946 года город Минск стал городом республиканского подчинения.
8 января 1954 года Указом Президиума Верховного совета СССР из состава упразднённой Барановичской области в состав Минской области переданы Клецкий, Несвижский и Столбцовский районы, из состава упразднённой Бобруйской области переданы Глусский, Гресский, Копыльский, Краснослободский, Любанский, Слуцкий, Старобинский, Стародорожский районы и город Слуцк.
В 1960 году после упразднения Молодечненской области её юго-восточная часть стала северо-западной частью Минской области. 20 января 1960 года Указом Президиума Верховного совета БССР в состав Минской области была передана территория Вилейского, Воложинского (без Богдановского сельсовета), Ивенецкого, Кривичского, Молодечненского, Мядельского, Радошковичского районов, а также города областного подчинения Вилейка и Молодечно. Радошковичский район был упразднён немедленно, Воложинский, Ивенецкий и Кривичский — в 1962 году (Воложинский впоследствии восстановлен).
За короткий исторический срок Минская область стала регионом с крупнейшим промышленным и сельскохозяйственным потенциалом, с развитой инфраструктурой, ориентированной на общесоюзные масштабы производства. Во все части Советского Союза шла продукция, выпускавшаяся на предприятиях области. Область была неотъемлемой и значимой частью единого народнохозяйственного комплекса СССР. Наряду с решением социально-экономических задач много внимания было уделено созданию монументальной летописи области — мемориальные комплексы «Хатынь» и «Курган Славы», монумент в честь матери-патриотки в Жодино и другие памятники.
Указами Президиума Верховного Совета СССР Минская область в 1967 и 1970 годах была награждена орденом Ленина. В конце 1980-х годов наука, культура, образование и здравоохранение достигли своего расцвета. В 1985—1986 годы в области работали 1 160 общеобразовательных школ, 17 средних специальных учебных заведений и 804 дошкольных учреждения, 1 454 киноустановки, 16 музеев, 164 больницы. После распада Советского Союза разрыв традиционных экономических связей сказался на всех отраслях экономики области.
Минская область (среди областей и г. Минска) признана победителем соревнования и занесена на Республиканскую доску почёта за достижение в 2024 году высоких результатов в сфере социально-экономического развития (вместе с Гродненской областью, Могилёвской областью и г. Минском).

## Административное деление
Административное деление области представлено:
- 22 районами
- 1 городом областного подчинения
- 18 городскими посёлками
- 222 сельсоветами
- 5207 сельскими населёнными пунктами

| №                           | Название       | (бел. )       | Административная карта                                      |
| районы                      | районы         | районы        | Административная карта                                      |
| --------------------------- | -------------- | ------------- | ----------------------------------------------------------- |
| 1.                          | Березинский    | Бярэзінскі    | 1 2 3 4 5 6 7 8 9 10 11 12 13 14 15 16 17 18 19 20 21 22 23 |
| 2.                          | Борисовский    | Барысаўскі    | 1 2 3 4 5 6 7 8 9 10 11 12 13 14 15 16 17 18 19 20 21 22 23 |
| 3.                          | Вилейский      | Вілейскі      | 1 2 3 4 5 6 7 8 9 10 11 12 13 14 15 16 17 18 19 20 21 22 23 |
| 4.                          | Воложинский    | Валожынскі    | 1 2 3 4 5 6 7 8 9 10 11 12 13 14 15 16 17 18 19 20 21 22 23 |
| 5.                          | Дзержинский    | Дзяржынскі    | 1 2 3 4 5 6 7 8 9 10 11 12 13 14 15 16 17 18 19 20 21 22 23 |
| 6.                          | Клецкий        | Клецкі        | 1 2 3 4 5 6 7 8 9 10 11 12 13 14 15 16 17 18 19 20 21 22 23 |
| 7.                          | Копыльский     | Капыльскі     | 1 2 3 4 5 6 7 8 9 10 11 12 13 14 15 16 17 18 19 20 21 22 23 |
| 8.                          | Крупский       | Крупскі       | 1 2 3 4 5 6 7 8 9 10 11 12 13 14 15 16 17 18 19 20 21 22 23 |
| 9.                          | Логойский      | Лагойскі      | 1 2 3 4 5 6 7 8 9 10 11 12 13 14 15 16 17 18 19 20 21 22 23 |
| 10.                         | Любанский      | Любанскі      | 1 2 3 4 5 6 7 8 9 10 11 12 13 14 15 16 17 18 19 20 21 22 23 |
| 11.                         | Минский        | Мінскі        | 1 2 3 4 5 6 7 8 9 10 11 12 13 14 15 16 17 18 19 20 21 22 23 |
| 12.                         | Молодечненский | Маладзечанскі | 1 2 3 4 5 6 7 8 9 10 11 12 13 14 15 16 17 18 19 20 21 22 23 |
| 13.                         | Мядельский     | Мядзельскі    | 1 2 3 4 5 6 7 8 9 10 11 12 13 14 15 16 17 18 19 20 21 22 23 |
| 14.                         | Несвижский     | Нясвіжскі     | 1 2 3 4 5 6 7 8 9 10 11 12 13 14 15 16 17 18 19 20 21 22 23 |
| 15.                         | Пуховичский    | Пухавіцкі     | 1 2 3 4 5 6 7 8 9 10 11 12 13 14 15 16 17 18 19 20 21 22 23 |
| 16.                         | Слуцкий        | Слуцкі        | 1 2 3 4 5 6 7 8 9 10 11 12 13 14 15 16 17 18 19 20 21 22 23 |
| 17.                         | Смолевичский   | Смалявіцкі    | 1 2 3 4 5 6 7 8 9 10 11 12 13 14 15 16 17 18 19 20 21 22 23 |
| 18.                         | Солигорский    | Салігорскі    | 1 2 3 4 5 6 7 8 9 10 11 12 13 14 15 16 17 18 19 20 21 22 23 |
| 19.                         | Стародорожский | Старадарожскі | 1 2 3 4 5 6 7 8 9 10 11 12 13 14 15 16 17 18 19 20 21 22 23 |
| 20.                         | Столбцовский   | Стаўбцоўскі   | 1 2 3 4 5 6 7 8 9 10 11 12 13 14 15 16 17 18 19 20 21 22 23 |
| 21.                         | Узденский      | Уздзенскі     | 1 2 3 4 5 6 7 8 9 10 11 12 13 14 15 16 17 18 19 20 21 22 23 |
| 22.                         | Червенский     | Чэрвеньскі    | 1 2 3 4 5 6 7 8 9 10 11 12 13 14 15 16 17 18 19 20 21 22 23 |
| город областного подчинения |                |               | 1 2 3 4 5 6 7 8 9 10 11 12 13 14 15 16 17 18 19 20 21 22 23 |
| 23.                         | Жодино         | Жодзіна       | 1 2 3 4 5 6 7 8 9 10 11 12 13 14 15 16 17 18 19 20 21 22 23 |

## Население

### Численность
Численность населения области — 1 456 357 человек (на 1 января 2025 года), в том числе городское — 795 261 человек, сельское — 661 096 человек.
На 1 января 2024 года — 1 460 289 человек, в том числе городское — 799 105 человек, сельское — 661 184 человек.
| Численность населения (по годам) | Численность населения (по годам) | Численность населения (по годам) | Численность населения (по годам) | Численность населения (по годам) | Численность населения (по годам) | Численность населения (по годам) | Численность населения (по годам) | Численность населения (по годам) | Численность населения (по годам) |
| 1926                             | 1939                             | 1959                             | 1970                             | 1979                             | 1989                             | 1991                             | 1996                             | 2001                             | 2002                             |
| -------------------------------- | -------------------------------- | -------------------------------- | -------------------------------- | -------------------------------- | -------------------------------- | -------------------------------- | -------------------------------- | -------------------------------- | -------------------------------- |
| 539 529                          | ↗1 305 937                       | ↗1 472 153                       | ↗1 540 130                       | ↗1 556 671                       | ↗1 586 842                       | ↗1 597 800                       | ↗1 598 100                       | ↘1 535 387                       | ↘1 521 387                       |
| 2003                             | 2004                             | 2005                             | 2006                             | 2007                             | 2008                             | 2009                             | 2010                             | 2011                             | 2012                             |
| ↘1 505 747                       | ↘1 491 758                       | ↘1 470 493                       | ↘1 457 564                       | ↘1 447 707                       | ↘1 440 696                       | ↘1 431 066                       | ↘1 419 831                       | ↘1 411 528                       | ↘1 403 491                       |
| 2013                             | 2014                             | 2015                             | 2016                             | 2017                             | 2018                             | 2019                             | 2022                             | 2023                             | 2024                             |
| ↘1 401 861                       | ↗1 402 704                       | ↗1 407 895                       | ↗1 417 303                       | ↗1 422 992                       | ↗1 426 525                       | ↗1 471 240                       | ↘1 465 755                       | ↘1 462 021                       | 1 460 289                        |

### Общая карта
Легенда карты:
- От 100 000 до 200 000 чел.
- от 50 000 до 100 000 чел.
- от 20 000 до 50 000 чел.
- от 10 000 до 20 000 чел.
- от 5 000 до 10 000 чел.

### Национальный состав
| Национальный состав населения Минской области по данным переписей | Национальный состав населения Минской области по данным переписей | Национальный состав населения Минской области по данным переписей | Национальный состав населения Минской области по данным переписей | Национальный состав населения Минской области по данным переписей | Национальный состав населения Минской области по данным переписей | Национальный состав населения Минской области по данным переписей | Национальный состав населения Минской области по данным переписей | Национальный состав населения Минской области по данным переписей | Национальный состав населения Минской области по данным переписей | Национальный состав населения Минской области по данным переписей | Национальный состав населения Минской области по данным переписей | Национальный состав населения Минской области по данным переписей | Национальный состав населения Минской области по данным переписей | Национальный состав населения Минской области по данным переписей | Национальный состав населения Минской области по данным переписей | Национальный состав населения Минской области по данным переписей | Национальный состав населения Минской области по данным переписей | Национальный состав населения Минской области по данным переписей |
| Национальность                                                    | 1926                                                              | %                                                                 | 1939                                                              | %                                                                 | 1959                                                              | %                                                                 | 1970                                                              | %                                                                 | 1979                                                              | %                                                                 | 1989                                                              | %                                                                 | 1999                                                              | %                                                                 | 2009                                                              | %                                                                 | 2019                                                              | %                                                                 |
| ----------------------------------------------------------------- | ----------------------------------------------------------------- | ----------------------------------------------------------------- | ----------------------------------------------------------------- | ----------------------------------------------------------------- | ----------------------------------------------------------------- | ----------------------------------------------------------------- | ----------------------------------------------------------------- | ----------------------------------------------------------------- | ----------------------------------------------------------------- | ----------------------------------------------------------------- | ----------------------------------------------------------------- | ----------------------------------------------------------------- | ----------------------------------------------------------------- | ----------------------------------------------------------------- | ----------------------------------------------------------------- | ----------------------------------------------------------------- | ----------------------------------------------------------------- | ----------------------------------------------------------------- |
| Белорусы                                                          | 430 717                                                           | 79,83                                                             | 1 058 662                                                         | 81,07                                                             | 1 292 318                                                         | 87,78                                                             | 1 369 537                                                         | 88,83                                                             | 1 346 674                                                         | 87,06                                                             | 1 339 427                                                         | 85,06                                                             | 1 350 301                                                         | 85,0                                                              | 1 258 657                                                         | 88,48                                                             | 1 302 780                                                         | 88,55                                                             |
| Русские                                                           | 16 720                                                            | 3,1                                                               | 79 466                                                            | 6,08                                                              | 84 629                                                            | 5,75                                                              | 106 156                                                           | 6,89                                                              | 132 200                                                           | 8,55                                                              | 156 500                                                           | 9,94                                                              | 140 561                                                           | 8,85                                                              | 101 579                                                           | 7,14                                                              | 86 408                                                            | 5,87                                                              |
| Украинцы                                                          | 2193                                                              | 0,41                                                              | 20 759                                                            | 1,59                                                              | 15 654                                                            | 1,06                                                              | 20 069                                                            | 1,3                                                               | 24 127                                                            | 1,56                                                              | 29 577                                                            | 1,88                                                              | 25 144                                                            | 1,58                                                              | 17 745                                                            | 1,25                                                              | 21 273                                                            | 1,45                                                              |
| Поляки                                                            | 13 717                                                            | 2,54                                                              | 16 161                                                            | 1,24                                                              | 64 425                                                            | 4,38                                                              | 31 329                                                            | 2,03                                                              | 29 687                                                            | 1,92                                                              | 33 248                                                            | 2,11                                                              | 29 532                                                            | 1,86                                                              | 17 908                                                            | 1,26                                                              | 15 785                                                            | 1,07                                                              |
| Евреи                                                             | 70 713                                                            | 13,11                                                             | 117 615                                                           | 9,01                                                              | 9040                                                              | 0,61                                                              | 7277                                                              | 0,47                                                              | 5741                                                              | 0,37                                                              | 4436                                                              | 0,28                                                              | 1543                                                              | 0,1                                                               | 703                                                               | 0,05                                                              | 1452                                                              | 0,1                                                               |
| Татары                                                            | 2246                                                              | 0,42                                                              | 3731                                                              | 0,29                                                              | 2127                                                              | 0,14                                                              | 1906                                                              | 0,12                                                              | 1953                                                              | 0,13                                                              | 2108                                                              | 0,13                                                              | 1776                                                              | 0,11                                                              | 1239                                                              | 0,09                                                              | 1201                                                              | 0,08                                                              |
| Цыгане                                                            | 85                                                                | 0,02                                                              | 311                                                               | 0,02                                                              | …                                                                 | …                                                                 | 1054                                                              | 0,07                                                              | 1245                                                              | 0,08                                                              | 1370                                                              | 0,09                                                              | 1424                                                              | 0,09                                                              | 1002                                                              | 0,07                                                              | 573                                                               | 0,04                                                              |
| Всего                                                             | 539 529                                                           | 100                                                               | 1 305 937                                                         | 100                                                               | 1 472 153                                                         | 100                                                               | 1 541 724                                                         | 100                                                               | 1 546 675                                                         | 100                                                               | 1 574 618                                                         | 100                                                               | 1 558 632                                                         | 100                                                               | 1 422 528                                                         | 100                                                               | 1 471 240                                                         | 100                                                               |

Расселение этнических групп в Минской области по переписи 2009 года:
- Доля белорусов по районам[27] >95% 90–95% 85—90% 80–85% <80%
- Доля русских по районам >10% 8–10% 5–8% <5%
- Доля поляков по районам >15% 5–15% 2–5% 1–2% 0,5–1% <0,5%

### Языковой состав
Родной язык населения Минской области по данным переписей населения:
| Родной язык | 1999      | 1999    | 2009     | 2009     | 2019     | 2019     |
| Родной язык | человек   | доля    | человек  | доля     | человек  | доля     |
| ----------- | --------- | ------- | -------- | -------- | -------- | -------- |
| Белорусский | 1 302 677 | 83,58 % | 987 139▼ | 69,39 %▼ | 876 103▼ | 59,55 %▼ |
| Русский     | 237 513   | 15,24 % | 390 474▲ | 27,45 %▲ | 548 299▲ | 37,27 %▲ |

Украинский язык является третьим по распространённости родным языком в регионе: по данным переписи 2009 года его таковым назвали 5 444 человека или 0,38 % населения Минской области, по данным переписи 2019 года — 6 987 человек или 0,47 % населения Минской области.
Между переписями 2009 и 2019 года доля сельского населения Минской области, считающего белорусский язык родным, сократилась на 12,7 % (с 81,0 % до 68,3 %), считающих таковым русский — возросла на 12,7 % (с 16,1 % до 28,8 %). Доля городского населения Минской области, считающего белорусский язык родным, сократилась на 7,6 % (с 60,0 % до 52,4 %), считающих таковым русский — возросла на 7,6 % (с 36,6 % до 44,2 %).
Язык домашнего общения населения Минской области по данным переписей населения:
| Язык домашнего общения | 1999    | 1999    | 2009     | 2009     | 2019     | 2019     |
| Язык домашнего общения | человек | доля    | человек  | доля     | человек  | доля     |
| ---------------------- | ------- | ------- | -------- | -------- | -------- | -------- |
| Белорусский            | 911 963 | 58,51 % | 552 950▼ | 38,87 %▼ | 549 638▼ | 37,36 %▼ |
| Русский                | 643 402 | 41,28 % | 796 612▲ | 56,00 %▲ | 884 621▲ | 60,13 %▲ |

Украинский язык является третьим по распространённости языком домашнего общения в регионе: по данным переписи 2019 года его таковым назвали 543 человека или 0,04 % населения Минской области.
Между переписями 2009 и 2019 года доля сельского населения Минской области, указавшего белорусский языком домашнего общения, сократилась на 11,0 % (с 59,9 % до 48,9 %), указавших таковым русский — возросла на 13,8 % (с 35,1 % до 48,9 %). Доля городского населения Минской области, указавшего белорусский языком домашнего общения, возросла на 6,0 % (с 21,9 % до 27,9 %), указавших таковым русский — сократилась на 3,5 % (с 72,8 % до 69,3 %).
Родной язык населения административно-территориальных единиц Минской области по данным переписей 2009 и 2019 годов:
| Административная единица | Перепись    | Перепись    | Перепись | Перепись | Перепись    | Перепись    | Перепись | Перепись | Изменение доли населения, считающего белорусский язык родным |
| Административная единица | 2009        | 2009        | 2009     | 2009     | 2019        | 2019        | 2019     | 2019     | Изменение доли населения, считающего белорусский язык родным |
| Административная единица | Белорусский | Белорусский | Русский  | Русский  | Белорусский | Белорусский | Русский  | Русский  | Изменение доли населения, считающего белорусский язык родным |
| Административная единица | человек     | доля        | человек  | доля     | человек     | доля        | человек  | доля     | Изменение доли населения, считающего белорусский язык родным |
| ------------------------ | ----------- | ----------- | -------- | -------- | ----------- | ----------- | -------- | -------- | ------------------------------------------------------------ |
| Минская область          | 987 139▼    | 69,39 %▼    | 390 474▲ | 27,45 %▲ | 876 103▼    | 59,55 %▼    | 548 299▲ | 37,27 %▲ | - 9,84 %                                                     |
| г. Жодино                | 31 652      | 51,28 %     | 27 190   | 44,05 %  | 28 920▼     | 44,60 %▼    | 33 742▲  | 52,04 %▲ | - 6,68 %                                                     |
| Березинский район        | 22 083      | 88,22 %     | 2688     | 10,74 %  | 15 636▼     | 67,57 %▼    | 7215▲    | 31,18 %▲ | - 20,65 %                                                    |
| Борисовский район        | 97 020      | 51,57 %     | 85 595   | 45,49 %  | 76 683▼     | 43,58 %▼    | 93 402▲  | 53,08 %▲ | - 7,99 %                                                     |
| Вилейский район          | 43 842      | 84,23 %     | 7796     | 14,98 %  | 35 218▼     | 72,53 %▼    | 12 557▲  | 25,86 %▲ | - 11,70 %                                                    |
| Воложинский район        | 34 035      | 90,66 %     | 3040     | 8,10 %   | 27 038▼     | 78,12 %▼    | 6577▲    | 19,00 %▲ | - 12,54 %                                                    |
| Дзержинский район        | 40 994      | 66,93 %     | 18 481   | 30,17 %  | 39 578▼     | 56,95 %▼    | 28 414▲  | 40,88 %▲ | - 9,98 %                                                     |
| Клецкий район            | 29 846      | 92,40 %     | 2217     | 6,86 %   | 23 594▼     | 85,66 %▼    | 3723▲    | 13,52 %▲ | - 6,74 %                                                     |
| Копыльский район         | 30 434      | 92,74 %     | 2044     | 6,23 %   | 23 963▼     | 83,21 %▼    | 4553▲    | 15,81 %▲ | - 9,53 %                                                     |
| Крупский район           | 21 561      | 81,29 %     | 4468     | 16,85 %  | 16 416▼     | 70,39 %▼    | 6635▲    | 28,45 %▲ | - 10,90 %                                                    |
| Логойский район          | 29 064      | 80,83 %     | 6112     | 17,00 %  | 26 779▼     | 69,25 %▼    | 11 073▲  | 28,63 %▲ | - 11,58 %                                                    |
| Любанский район          | 32 110      | 90,59 %     | 2795     | 7,89 %   | 23 859▼     | 78,77 %▼    | 5573▲    | 18,40 %▲ | - 11,82 %                                                    |
| Минский район            | 89 590      | 56,14 %     | 58 851   | 36,88 %  | 133 479▲    | 53,43 %▼    | 106 922▲ | 42,80 %▲ | - 2,71 %                                                     |
| Молодечненский район     | 102 134     | 73,81 %     | 32 969   | 23,83 %  | 81 219▼     | 61,17 %▼    | 46 743▲  | 35,20 %▲ | - 12,64 %                                                    |
| Мядельский район         | 26 399      | 89,19 %     | 2894     | 9,78 %   | 20 275▼     | 77,37 %▼    | 5535▲    | 21,12 %▲ | - 11,82 %                                                    |
| Несвижский район         | 34 388      | 82,63 %     | 6390     | 15,35 %  | 28 247▼     | 71,18 %▼    | 10 803▲  | 27,22 %▲ | - 11,45 %                                                    |
| Пуховичский район        | 41 798      | 60,20 %     | 25 272   | 36,40 %  | 37 758▼     | 54,74 %▼    | 28 344▲  | 41,09 %▲ | - 5,46 %                                                     |
| Слуцкий район            | 65 163      | 68,52 %     | 26 690   | 28,06 %  | 54 382▼     | 60,95 %▼    | 32 377▲  | 36,29 %▲ | - 7,57 %                                                     |
| Смолевичский район       | 31 434      | 73,24 %     | 10 205   | 23,78 %  | 29 021▼     | 56,75 %▼    | 20 117▲  | 39,34 %▲ | - 16,49 %                                                    |
| Солигорский район        | 85 151      | 62,54 %     | 44 097   | 32,39 %  | 73 334▼     | 55,76 %▼    | 50 557▲  | 38,44 %▲ | - 6,78 %                                                     |
| Стародорожский район     | 17 665      | 80,53 %     | 3864     | 17,61 %  | 14 517▼     | 70,51 %▼    | 5260▲    | 25,55 %▲ | - 10,02 %                                                    |
| Столбцовский район       | 33 920      | 80,75 %     | 7711     | 18,36 %  | 26 545▼     | 68,38 %▼    | 11 556▲  | 29,77 %▲ | - 12,37 %                                                    |
| Узденский район          | 20 846      | 88,12 %     | 2518     | 10,64 %  | 17 771▼     | 74,47 %▼    | 5773▲    | 24,19 %▲ | - 13,65 %                                                    |
| Червенский район         | 26 023      | 77,95 %     | 6587     | 19,73 %  | 21 871▼     | 65,47 %▼    | 10 848▲  | 32,47 %▲ | - 12,48 %                                                    |

Язык домашнего общения населения административно-территориальных единиц Минской области по данным переписей 2009 и 2019 годов:
| Административная единица | Перепись    | Перепись    | Перепись | Перепись | Перепись    | Перепись    | Перепись | Перепись | Изменение доли населения, указавшего белорусский язык языком домашнего общения |
| Административная единица | 2009        | 2009        | 2009     | 2009     | 2019        | 2019        | 2019     | 2019     | Изменение доли населения, указавшего белорусский язык языком домашнего общения |
| Административная единица | Белорусский | Белорусский | Русский  | Русский  | Белорусский | Белорусский | Русский  | Русский  | Изменение доли населения, указавшего белорусский язык языком домашнего общения |
| Административная единица | человек     | доля        | человек  | доля     | человек     | доля        | человек  | доля     | Изменение доли населения, указавшего белорусский язык языком домашнего общения |
| ------------------------ | ----------- | ----------- | -------- | -------- | ----------- | ----------- | -------- | -------- | ------------------------------------------------------------------------------ |
| Минская область          | 552 950▼    | 38,87 %▼    | 796 612▲ | 56,00 %▲ | 549 638▼    | 37,36 %▼    | 884 621▲ | 60,13 %▲ | - 1,51 %                                                                       |
| г. Жодино                | 4648        | 7,53 %      | 53 341   | 86,42 %  | 15 443▲     | 23,82 %▲    | 47 676▼  | 73,53 %▼ | + 16,29 %                                                                      |
| Березинский район        | 13 754      | 54,95 %     | 11 065   | 44,21 %  | 9133▼       | 39,47 %▼    | 13 858▲  | 59,89 %▲ | - 15,48 %                                                                      |
| Борисовский район        | 30 597      | 16,26 %     | 150 639  | 80,07 %  | 39 124▲     | 22,23 %▲    | 132 100▼ | 75,07 %▼ | + 5,97 %                                                                       |
| Вилейский район          | 31 949      | 61,38 %     | 19 386   | 37,24 %  | 24 564▼     | 50,59 %▼    | 23 456▲  | 48,31 %▲ | - 10,79 %                                                                      |
| Воложинский район        | 30 227      | 80,51 %     | 6155     | 16,39 %  | 22 594▼     | 65,28 %▼    | 11 212▲  | 32,39 %▲ | - 15,23 %                                                                      |
| Дзержинский район        | 20 859      | 34,05 %     | 38 092   | 62,19 %  | 22 362▲     | 32,18 %▼    | 46 172▲  | 66,43 %▲ | - 1,87 %                                                                       |
| Клецкий район            | 27 616      | 85,49 %     | 4423     | 13,69 %  | 18 975▼     | 68,89 %▼    | 8467▲    | 30,74 %▲ | - 16,60 %                                                                      |
| Копыльский район         | 26 735      | 81,46 %     | 5239     | 15,96 %  | 18 588▼     | 64,54 %▼    | 10 079▲  | 35,00 %▲ | - 16,92 %                                                                      |
| Крупский район           | 15 322      | 57,77 %     | 9998     | 37,70 %  | 10 951▼     | 46,96 %▼    | 12 241▲  | 52,49 %▲ | - 10,81 %                                                                      |
| Логойский район          | 19 949      | 55,48 %     | 14 475   | 40,26 %  | 18 423▼     | 47,64 %▼    | 19 703▲  | 50,95 %▲ | - 7,84 %                                                                       |
| Любанский район          | 25 216      | 71,14 %     | 7929     | 22,37 %  | 17 326▼     | 57,20 %▼    | 12 253▲  | 40,45 %▲ | - 13,94 %                                                                      |
| Минский район            | 26 526      | 16,62 %     | 116 923  | 73,27 %  | 81 867▲     | 32,77 %▲    | 160 393▲ | 64,20 %▼ | + 16,15 %                                                                      |
| Молодечненский район     | 56 818      | 41,06 %     | 75 564   | 54,61 %  | 49 102▼     | 36,98 %▼    | 79 834▲  | 60,13 %▲ | - 4,08 %                                                                       |
| Мядельский район         | 22 402      | 75,68 %     | 6684     | 22,58 %  | 16 529▼     | 63,07 %▼    | 9407▲    | 35,90 %▲ | - 12,61 %                                                                      |
| Несвижский район         | 28 437      | 68,33 %     | 11 086   | 26,64 %  | 21 031▼     | 53,00 %▼    | 18 223▲  | 45,92 %▲ | - 15,33 %                                                                      |
| Пуховичский район        | 21 468      | 30,92 %     | 44 759   | 64,47 %  | 18 789▼     | 27,24 %▼    | 48 114▲  | 69,76 %▲ | - 3,68 %                                                                       |
| Слуцкий район            | 33 299      | 35,01 %     | 56 910   | 59,84 %  | 32 137▼     | 36,02 %▲    | 55 164▼  | 61,83 %▲ | + 1,01 %                                                                       |
| Смолевичский район       | 14 842      | 34,58 %     | 24 939   | 58,11 %  | 15 966▲     | 31,22 %▼    | 33 541▲  | 65,59 %▲ | - 3,36 %                                                                       |
| Солигорский район        | 37 630      | 27,64 %     | 87 238   | 64,08 %  | 45 767▲     | 34,80 %▲    | 78 795▼  | 59,92 %▼ | + 7,16 %                                                                       |
| Стародорожский район     | 11 086      | 50,54 %     | 9901     | 45,13 %  | 8157▼       | 39,62 %▼    | 11 779▲  | 57,21 %▲ | - 10,92 %                                                                      |
| Столбцовский район       | 23 326      | 55,53 %     | 17 891   | 42,59 %  | 18 608▼     | 47,94 %▼    | 19 746▲  | 50,87 %▲ | - 7,59 %                                                                       |
| Узденский район          | 14 520      | 61,38 %     | 8499     | 35,93 %  | 10 659▼     | 44,67 %▼    | 13 032▲  | 54,61 %▲ | - 16,71 %                                                                      |
| Червенский район         | 15 735      | 47,13 %     | 15 476   | 46,36 %  | 13 543▼     | 40,54 %▼    | 19 376▲  | 58,00 %▲ | - 6,59 %                                                                       |

Согласно официальным данным, 69,7 % имеющих право голоса жителей Минской области приняли участие в голосовании на референдуме 1995 года, из них 80,7 % поддержали придание русскому языку равного с белорусским статуса государственного языка.
Из-за проведения властями Беларуси политики русификации системы образования, в Минской области, как и в стране в целом, наблюдается сокращение доли учеников, получающих общее среднее образование на белорусском языке. Динамика соотношения языков преподавания в дневных учреждениях общего среднего образования в Минской области по данным Национального статистического комитета Республики Беларусь:
| Язык преподавания | Учебный год | Учебный год | Учебный год | Учебный год | Учебный год | Учебный год | Учебный год | Учебный год | Учебный год |
| Язык преподавания | 2010/11     | 2011/12     | 2012/13     | 2017/18     | 2018/19     | 2020/21     | 2021/22     | 2022/23     | 2023/24     |
| ----------------- | ----------- | ----------- | ----------- | ----------- | ----------- | ----------- | ----------- | ----------- | ----------- |
| Белорусский       | 31,9 %      | 30,7 %      | 28,9 %      | 23,4 %      | 20,1 %      | 19,65 %     | 17,76 %     | 17,19 %     | 16,65 %     |
| Русский           | 68,1 %      | 69,3 %      | 71,1 %      | 76,6 %      | 79,9 %      | 80,35 %     | 82,24 %     | 82,81 %     | 83,35 %     |

По данным Национального статистического комитета Республики Беларусь в 2024/25 году из 167 446 учащихся в дневных учреждениях общего среднего образования в Минской области 27 074 (16,17 %) обучались на белорусском языке, в то время как 140 372 (83,83 %) — на русском. Минская область имела наивысший среди областей Беларуси процент школьников с белорусским языком обучения.

### Населённые пункты
В данный список не входят населённые пункты Колодищи (17,3 тыс. человек) и Лесной (11,26 тыс. человек), имеющие статус агрогородков.

### Демографические характеристики
Ежегодно в Минской области рождается 16—19 тысяч детей и умирает 19—23 тысячи человек. Коэффициент рождаемости — 11,5 на 1000 человек в 2017 году (среднее значение по Республике Беларусь — 10,8), коэффициент смертности — 14 (среднее по стране — 12,6). Наблюдается естественная убыль населения. Сальдо внутренней миграции в 2013—2017 годах положительное (+7037 человек в 2017 году). Самые высокие коэффициенты рождаемости в 2017 году были отмечены в Минском (13,9) и Березинском (13,7) районах, самые низкие — в Мядельском (9,6), Вилейском (9,7), Слуцком (9,8) районах. Самые низкие коэффициенты смертности — в городе областного подчинения Жодино (8,7) и Минском районе (9,1), самые высокие — в Копыльском (21,7), Мядельском (21,3), Крупском (20,6) районах. Рождаемость среди сельского населения незначительно выше, чем среди городского (11,8 против 11,4), однако ещё в 1990 году в сельской местности рождаемость была существенно ниже, чем в городах (11,4 и 15,8). Смертность в сельской местности почти вдвое выше, чем в городах (18,2 против 10,7), из-за чего в деревнях наблюдается устойчивая убыль населения (-5 в 1990 году, −6,4 в 2017 году). Суммарный коэффициент рождаемости в Минской области — 1,94 (2017 год), в 2013—2016 годах он превышал 2.
В 2017 году в области было заключено 9585 браков (6,7 на 1000 человек; среднее по стране — 7) и 4806 разводов (коэффициент — 3,4; среднее по стране — 3,4). Самые высокие коэффициенты заключения браков были отмечены в Логойском (8,9) и Несвижском (8,5) районах, самые низкие — в Копыльском (5), Березинском (5,3), Клецком (5,4), Вилейском (5,5), Любанском (5,5) районах. Самые низкие коэффициенты разводов — в Воложинском (2,3) и Вилейском (2,4) районах, самые высокие — в Борисовском и Дзержинском районах, а также в городе Жодино (по 3,9). Средний возраст вступления в первый брак — 28 лет у мужчин и 25,6 лет у женщин (среднее по стране — 27,9 и 25,8 соответственно).
В 2017 году 13,9 % детей родилось у женщин, не состоявших в зарегистрированном браке (12,2 % среди городского и 16,1 % среди сельского населения; средний показатель по стране — 13,2 %). Пик этого показателя пришёлся на 2005 год — 27,5 % (в том числе 22,8 % всех детей в городах и 33,1 % в сельской местности). За 2000—2017 годы существенно возросла численность многодетных семей. Так, в 2000 году доля детей, рождённых вторыми, третьими, четвёртыми и пятыми, возросла с 33,1 %, 7,2 %, 2,1 % и 0,8 % до 39,8 %, 15,6 %, 4 % и 1,2 % соответственно. Изменилась и возрастная структура рожениц: доля матерей в возрасте до 20 лет в общей численности рожениц сократилась с 13,1 % до 3 %, в возрасте 20—24 лет — с 41,1 % до 20,5 %. Средний возраст матери при рождении первого ребёнка — 26,2 года (в 2005 году — 23,5), различия между городами и сельской местностью минимальны; средний возраст матери в целом — 29,1 года.
Доля городского населения на 1 января 2018 года — 56,5 %, сельского — 43,5 %. С 2015—2016 годов абсолютная численность и доля сельского населения растут (в основном из-за активной застройки пригородных территорий Минского района, формально относящихся к сельской местности).
Женщины составляют 52,6 % населения области (53,3 % в городах, 51,6 % в сельской местности), мужчины — 47,4 %. На 1000 мужчин приходится 1109 женщин (1143 в городах и 1067 в сельской местности). Соотношение полов медленно выравнивается (в 1970 году женщин было 54 %, или 1175 на 1000 мужчин).
Главная причина смертности в Минской области — болезни органов кровообращения (11,6 тыс. смертей из 19,9 тыс. умерших в 2017 году). Более 1 % смертей приходится также на (в порядке убывания): злокачественные новообразования (2754 смерти), симптомы и признаки и отклонения от нормы (2067), болезни нервной системы и органов чувств (633), болезни органов пищеварения (617), самоубийства (348), болезни органов дыхания (319), случайные отравления алкоголем (246). В трудоспособном возрасте в 2017 году умерло 3703 человека, важнейшие — болезни органов кровообращения (1281) и новообразования (789). Около четверти смертей (988) было вызвано внешними причинами — самоубийствами (250), случайными отравлениями алкоголем (206), ДТП (135), случайными падениями (93) и другими. Уровень младенческой смертности невелик и составляет 3,8 на 1000 родившихся живыми (4,8 для мальчиков, 2,9 для девочек).
Динамика основных демографических показателей по данным Национального статистического комитета Республики Беларусь
- Доля городского и сельского населения (без учёта Минска)[55]:

- Коэффициент рождаемости и смертности[60][61][62]:

- Коэффициент браков и разводов[63][64][65]:

- Ожидаемая продолжительность жизни при рождении[66][67]:

## Экономика
Совокупная выручка от реализации продукции, товаров, работ, услуг за 2017 год составила 38,7 млрд. рублей (около 19,3 млрд долларов), в том числе 3,5 млрд рублей (9,07 %) пришлось на сельское, лесное и рыбное хозяйство, 19,5 млрд. (50,38 %) на промышленность, 1,7 млрд. (4,46 %) на строительство, 11,1 млрд. (28,7 %) на оптовую и розничную торговлю и ремонт, 2,9 млрд. (7,39 %) на прочие виды экономической деятельности. По совокупной выручке организаций Минская область уступает только Минску (101,9 млрд рублей). Более половины совокупной выручки области пришлось на два района — Минский (14,1 млрд рублей) и Солигорский (6,3 млрд рублей). Другие крупные районы по объёму выручки предприятий — Борисовский (2,5 млрд.), Дзержинский (2,4 млрд.), город областного подчинения Жодино (2 млрд.), Слуцкий (1,8 млрд.), Молодечненский (1,7 млрд.), Смолевичский (1,4 млрд.), Пуховичский (1,2 млрд.), Червенский и Несвижский районы (по 1 млрд.).
Крупнейшие предприятия-налогоплательщики области — Беларуськалий (в начале 2017 года — 15,9 % от общих поступлений в бюджет области), два ликёро-водочных предприятия («Аквадив» — 2,5 %, «Завод Бульбашъ» — 2,4 %), зарегистрированные на территории области оператор АЗС «РН-Запад» (1,7 %) и логистический оператор «Белтаможсервис» (1,1 %). Значительную долю налоговых поступлений в бюджет вносят физические лица (через подоходный налог, НДС и другие налоги).
В Минской области есть залежи калийных и каменных солей, торфа, бурого угля, глины, сапропелей, песчано-гравийных материалов, строительного песка; имеются минеральные воды. Разведаны месторождения железной руды, горючих сланцев.

### Энергетика
Крупнейшие электростанции Минской области — Минская ТЭЦ-5 (начала строиться как атомная ТЭЦ на удалении от города, перепрофилирована на органическое топливо после катастрофы на Чернобыльской АЭС; установленная мощность — 719 МВт), Борисовская ТЭЦ (65 МВт), Жодинская ТЭЦ (54 МВт). Единственная относительно крупная ГЭС — Вилейская (2 МВт). В 2016 году электростанции области выработали 4077 млн кВт•ч электроэнергии (в 2011 году — лишь 1738 млн кВт•ч).

### Промышленность
В 2010 г. предприятиями области произведено промышленной продукции в фактических отпускных ценах (с учётом давальческого сырья) на сумму 23,099 трлн рублей(В 2009 г.на сумму 17,068 трлн рублей).
Структура отраслей промышленного производства по итогам 2009 года такова:
- пищевая промышленность — 26,5 %;
- химия и нефтехимия — 25,1 %;
- машиностроение и металлообработка — 22,9 %;
- лесная, деревообрабатывающая и бумажная промышленность — 6,3 %;
- промышленность строительных материалов — 5,3 %;
- легкая промышленность — 3,2 %.

В области работает 411 предприятий с численностью промышленно-производственного персонала 122,9 тыс. человек.
В 2016 году объём промышленного производства на предприятиях области составил 15,4 млрд руб., или 18,9 % от республиканского объёма (в 2011 году этот показатель составлял 15,2 %). По объёму промышленного производства Минская область уступает только Гомельской области (15,6 млрд руб. — 19,1 %). По производству промышленной продукции на душу населения Минская область также незначительно уступает только Гомельской области (10866 и 10996 руб. соответственно). В 5 районах (Дзержинском, Минском, Несвижском, Смолевичском, Солигорском) и 1 городе областного подчинения Жодино объём промышленной продукции на душу населения превышает 10 тыс. руб. В 2000-е — 2010-е годы началось активное строительство новых промышленных предприятий в пригородах Минска. Некоторые предприятия, построенные в минском промышленном узле Шабаны (свободная экономическая зона «Минск»), формально относятся к Минской области. В Смолевичском районе строится Китайско-белорусский индустриальный парк «Великий камень».
Крупнейшим предприятием химической и нефтехимической отрасли является ОАО «Беларуськалий» в городе Солигорске. Развиты также фармацевтическая промышленность (ОАО «Борисовский завод медицинских препаратов», ОАО «Несвижский завод медицинских препаратов», СП ООО «Фармлэнд», СООО «Лекфарм» и другие) и производство бытовой косметики. В области производится большая часть пестицидов (24 тыс. т из 28,7 тыс. т) в стране.
В машиностроении и металлообработке самое большое предприятие — РУПП Белорусский автомобильный завод (Жодино), специализирующийся на выпуске большегрузых самосвалов, предназначенных для работы в карьерах и используемых при строительстве гидротехнических сооружений. После обретения независимости в Минской области были построены два автосборочных завода по выпуску легковых автомобилей — СП ЗАО «Юнисон» (строилось как совместное предприятие с Ford, в настоящее время собирает автомобили других марок) и СЗАО «БелДжи» (совместное предприятие с Geely). В Борисове и других городах существуют предприятия по выпуску автомобильных комплектующих (стартеры, гидроусилители и другое оборудование) — Автогидроусилитель, Борисовский завод агрегатов, Борисовский завод автотракторного электрооборудования и другие. В Фаниполе построен завод Stadler Rail AG, выпускающий пассажирские электропоезда. В Столбцах действует филиал Минского моторного завода. Единственный станкостроительный завод в области расположен в Молодечно, в 2015 году был признан банкротом Борисовский инструментальный завод — производитель токарных резцов для станков и инструментов. ОАО «Молодечненский завод металлоконструкций» специализируется на выпуске изделий для гражданского строительства. В Вилейке действует оптико-механический завод «Зенит-БелОМО». В Борисове действовал крупный производитель эмалированной посуды (завод «Металлист», ранее — «Эмальпосуда»), который в 2009 году был остановлен и вскоре приватизирован. Единственное крупное предприятие чёрной металлургии — завод «Вторчермет» (Гатово). Цветная металлургия представлена литейными мощностями группы предприятий «Алютех» и заводом по переплавке цветных металлов.
Среди лидеров пищевой отрасли — ОАО «Слуцкий сахарорафинадный комбинат» и ОАО «Городейский сахарный комбинат» (Несвижский район), а также предприятия, производящие хлебобулочные изделия, мясные изделия, сыры и другие продукты. Минская область занимает первое место в стране по производству мяса и субпродуктов, мясных полуфабрикатов, плодоовощных консервов, растительных масел, сливочного масла, муки и смесей, макарон, кормов для сельскохозяйственных животных, минеральных вод, безалкогольных напитков, уксуса, сахара, второе — по производству сухого молока, крахмала, алкогольных дистиллированных напитков, третье — по производству колбасных изделий, творога, сыра. В области расположены крупные производители мороженого, картофельных чипсов и снэков. В 2017 году предприятия области произвели 286,4 тыс. т мяса и субпродуктов, 45,4 тыс. т колбасных изделий, 64,1 тыс. т мясных и мясосодержащих полуфабрикатов, 44 тыс. т плодоовощных консервов, 264,3 тыс. т цельномолочной продукции, 37,5 тыс. т молока и сливок сухих, 15,8 тыс. т творога, 31,9 тыс. т сыра, 28,5 тыс. т сливочного масла, 8,4 тыс. т мороженого, 125 тыс. т муки и смесей, 2,8 тыс. т уксуса, 30 тыс. т макаронных изделий, 11,7 тыс. т майонезов и прочих соусов, 72,4 тыс. т пищевой соли, 417,7 тыс. т сахара.
Действует несколько предприятий по производству строительных материалов. Минская область занимает первое место в республике по добыче строительного песка — 4,6 млн м3 в 2016 году (всего в стране — 11,8 млн м3), по производству керамических неогнеупорных кирпичей (74,7 млн усл. кирп.), битумных смесей (1,2 млн т), смесей и изделий из изоляционных минеральных материалов (67 тыс. м3), второе — по добыче строительного камня и изделий из него. Крупнейшие предприятия — УП «Нефтебитумный завод» (Червенский район), ОАО «Радошковичский керамический завод» (Молодечненский район), ОАО «Столбцовский керамический завод», Любанский комбинат стройматериалов (филиал Белорусского цементного завода). В Борисове существовал хрустальный завод, который прекратил деятельность и в 2019 году был ликвидирован из-за банкротства.
Развита лёгкая промышленность. Предприятия Минской области выпускают почти половину от общего производства трикотажных изделий в стране — 20,9 млн шт. из 46,4 млн, и дублёной и выделанной кожи — 244 млн дм2 из 503 млн. Крупнейшие предприятия отрасли — ОАО «Світанак» (Жодино, 32 % республиканского производства), ОАО «Купалинка» (Солигорск, 11 %), ЗАО «Калинка», ОАО «Дзержинская швейная фабрика „Элиз“», ОАО «Юнона», ООО «Текстильмаркет», ООО «Марк Формэль». Головной завод Минского производственного кожевенного объединения располагается в Гатово (Минский район).
Важную роль в экономике области играет деревообрабатывающая промышленность, крупнейшие предприятия которой расположены в Борисове. Минская область занимает первое место в стране по производству пиломатериалов (906 тыс. м3), топливных гранул (пеллетов) из опилок и отходов деревообработки (81 тыс. т), школьных тетрадей (52 млн шт.), общих тетрадей (2,7 млн шт.), второе — по производству древесно-волокнистых плит (26 668 тыс. усл. м²), деревянных окон и дверей (512 тыс. м²). Крупнейшее деревообрабатывающее предприятие области — «Борисовдрев». В Борисове располагается один из двух спичечных заводов в стране (входит в ОАО «Борисовдрев»), единственное специализированное лесохимическое предприятие (ОАО «Лесохимик») и специализированный производитель бланков строгой отчётности (УП «Бумажная фабрика» Гознака). Ранее в Минской области существовали два крупных производителя музыкальных изделий — Борисовская фабрика пианино и Молодечненская фабрика музыкальных инструментов, но к 2009 году началась процедура их ликвидации. Два белорусских производителя музыкальных инструментов находятся в процессе ликвидации.
В 2016 году в Минской области было добыто 550 тыс. т торфа неагломерированного. На крупнейшем в стране Старобинском торфобрикетном заводе и других предприятиях области было произведено 365 тыс. т брикетов из торфа.

### Сельское хозяйство
215 совхозов, 369 колхозов (к нач. 1973).
Растениеводство
Площадь сельскохозяйственных земель в области — 1842,7 тыс. га. 87 % находится в пользовании сельскохозяйственных организаций, 9,5 % — личных хозяйств, 2 % — фермеров. Из общей площади сельскохозяйственных земель 1350,9 тыс. га пахотных (первое место в Республике Беларусь), 461 тыс. га луговых земель, 30,8 тыс. га под постоянными культурами.
В 2017 году в хозяйствах всех категорий 559 тыс. га было занято под посевы зерновых и зернобобовых культур, 149 тыс. га под технические культуры, 65,1 тыс. га под картофель, 14,8 тыс. га под овощи, 532,1 тыс. га под кормовые культуры. Из зерновых и зернобобовых наибольшая площадь была занята посевами пшеницы (177,4 тыс. га), тритикале (124 тыс. га), ячменя (123 тыс. га), значительны также посевы ржи (43,7 тыс. га), кукурузы на зерно (27,3 тыс. га), овса (28,3 тыс. га), гречихи (4,1 тыс. га). Среди технических культур 92,6 тыс. га было засеяно рапсом, 38,9 тыс. га сахарной свёклой, 9,1 тыс. га льном. Валовой сбор зерновых и зернобобовых культур в области в 2016 году составил 1860 тыс. т (первое место в республике) при средней урожайности 33,1 ц/га (третье место), сахарной свёклы — 1623 тыс. т (второе место) при средней урожайности 420 ц/га, льноволокна — 6,8 тыс. т (третье место), картофеля — 1560 тыс. т (первое место) при урожайности 221 ц/га (второе место), овощей — 464 тыс. т (первое место), плодов и ягод — 203 тыс. т (первое место). Сельскохозяйственные организации производят более 95 % зерновых и зернобобовых культур, льноволокна, свёклы сахарной, доля в производстве картофеля и овощей составляет около 15 %. Более 70 % картофеля и овощей производят личные хозяйства населения, около 10 % — фермерские (крестьянские) хозяйства.
Средняя урожайность зерновых и зернобобовых в 2013—2017 годах во всех категориях хозяйств — 35,4 ц/га (от 32,2 в 2013 году до 38,4 в 2015 году; в 2017 году — 34,9 ц/га). Средняя урожайность зерновых в Республике Беларусь — 33,2 ц/га (2017 год). В 2017 году наиболее высокой была урожайность кукурузы на зерно (55,6 ц/га), урожайность пшеницы составила 39,6 ц/га, ячменя — 33 ц/га, тритикале — 32,9 ц/га, овса — 28,5 ц/га, зернобобовых культур — 28,1 ц/га, ржи — 25,5 ц/га, проса — 13,7 ц/га, гречихи — 9,2 ц/га. Урожайность льноволокна в среднем по области — 7,8 ц/га, сахарной свеклы — 522 ц/га, рапса — 17,9 ц/га, картофеля — 250 ц/га, овощей — 296 ц/га, кормовых корнеплодных культур — 410 ц/га, кукурузы на корм — 262 ц/га.
| Валовой сбор зерновых и зернобобовых, млн т:                                                    | Валовой сбор сахарной свёклы, млн т:                                                            | Валовой сбор картофеля, млн т:                                                                  |
| Графики недоступны из-за технических проблем. См. информацию на Фабрикаторе и на mediawiki.org. | Графики недоступны из-за технических проблем. См. информацию на Фабрикаторе и на mediawiki.org. | Графики недоступны из-за технических проблем. См. информацию на Фабрикаторе и на mediawiki.org. |

В 2017 году валовой сбор в 5 районах превысил 100 тысяч тонн: Слуцкий район (170 953 т), Несвижский район (159 355 т), Минский район (158 668 т), Копыльский район (126 775 т), Дзержинский район (113 992 т). В 2017 году Слуцкий район занял второе место в Республике Беларусь по валовому сбору зерновых после Гродненского района, Несвижский район — третье, Минский район — пятое.
Животноводство
По поголовью крупного рогатого скота область находится на первом месте в Республике Беларусь (938 тыс. голов, в том числе 341 тыс. коров), по поголовью свиней — на втором (663 тыс.), по поголовью птицы — на первом (15,8 миллиона). Больше всего крупного рогатого скота было в хозяйствах Слуцкого района (82,5 тыс. голов), меньше всего — в Крупском районе (19,7 тыс. голов). В 2016 году хозяйства области реализовали 319 тыс. т скота и птицы (в убойном весе), по этому показателю область находилась на первом месте в стране. Хозяйства области всех категорий произвели 1729 тыс. т молока (первое место среди областей в стране), 1168 миллионов яиц (первое место), 26 т шерсти (второе место). По среднему удою молока от коровы хозяйства области (5066 кг с коровы в год) — третьи в республике. Сельскохозяйственные организации производят более 95 % мяса и молока, 85 % яиц; роль личных хозяйств населения значима только в производстве яиц — 14,2 %. В 2017 году в сельскохозяйственных организациях было 8817 тракторов, 4446 грузовых автомобилей, 2154 зерноуборочных комбайна.
| Основные показатели животноводства:                                                             | Основные показатели животноводства:                                                             | Основные показатели животноводства: |
| ----------------------------------------------------------------------------------------------- | ----------------------------------------------------------------------------------------------- | ----------------------------------- |
| Поголовье КРС, тыс. голов:                                                                      | Поголовье свиней, тыс. голов:                                                                   |                                     |
| Графики недоступны из-за технических проблем. См. информацию на Фабрикаторе и на mediawiki.org. | Графики недоступны из-за технических проблем. См. информацию на Фабрикаторе и на mediawiki.org. |                                     |
| Поголовье птицы, тыс. голов:                                                                    | Производство яиц, млн шт:                                                                       |                                     |
| Графики недоступны из-за технических проблем. См. информацию на Фабрикаторе и на mediawiki.org. | Графики недоступны из-за технических проблем. См. информацию на Фабрикаторе и на mediawiki.org. |                                     |
| Реализация скота и птицы на убой (в убойном весе), тыс. т:                                      | Производство молока, тыс. т:                                                                    |                                     |
| Графики недоступны из-за технических проблем. См. информацию на Фабрикаторе и на mediawiki.org. | Графики недоступны из-за технических проблем. См. информацию на Фабрикаторе и на mediawiki.org. |                                     |

Финансовые показатели
Выручка от реализации сельскохозяйственной продукции предприятиями области — 2769,9 млрд рублей, чистый убыток — 6,8 млрд рублей, рентабельность реализованной продукции — 1,9 %, рентабельность продаж — 1,7 %.

### Транспорт
Через область проходят автомагистрали М1 E 30 Москва — Брест, М2 Минск — Национальный аэропорт, М3 Минск — Витебск, М4 Минск — Могилёв, М5 E 28 Минск — Гомель, М6 Минск — Гродно, М7 E 28 Минск — Вильнюс. В 2010-е годы построены новые участки М14 МКАД-2. С учётом Минска в области самая протяжённая в республике сеть автомобильных дорог общего пользования — 23,3 тыс. км, а их плотность составляет 515,9 км/1000 км² (среднее по республике — 422 км/1000 км²). В 2015 году в личной собственности граждан в области насчитывалось 459 тыс. зарегистрированных легковых автомобилей (второй показатель в Республике Беларусь после Минска), на 1000 человек приходилось 324 автомобиля (второй-третий показатель, столько же — в Минске). Из-за оживлённого автомобильного движения область находится на первом месте в республике по количеству дорожно-транспортных происшествий в пересчёте на 100 тыс. человек (63; среднее — 44 / 100 тысяч человек). В 2015 году в области произошло 892 ДТП, повлёкших гибель или ранение людей, в которых погибло 189 и ранен 931 человек.
Сеть железных дорог в области наименее густая в республике — 21,7 км/1000 км². Эксплуатационная длина железнодорожных путей составляет 871 км. За вычетом Минска крупнейший железнодорожный узел в области — Молодечно, где расположены единственные в области локомотивное и вагонное депо (в Слуцке действует оборотное депо). Брестское, Молодечненское, Оршанское и Осиповичское направления полностью электрифицированы, по ним осуществляется регулярное пассажирское движение (пригородное и дальнего следования). Для предприятия Беларуськалий железнодорожная линия Барановичи — Слуцк — Осиповичи является главным способом вывоза миллионов тонн калийных удобрений ежегодно.

### Бюджет
Доходная часть бюджета Минской области в 2017 году составила 2339 млн рублей (ок. 1170 млн долларов), расходная — 2277 млн рублей. По состоянию на 2017 год 80,3 % доходов областного бюджета — налоговые, 7,7 % — неналоговые, 12 % составляют безвозмездные поступления из республиканского бюджета. Наибольший вклад в формирование бюджета вносят подоходный налог с физических лиц и налог на добавленную стоимость, зависимость области от безвозмездных поступлений из республиканского бюджета снизилась вдвое по сравнению с 2013 годом. 60,3 % расходов областного бюджета тратится на социальную сферу, 17,4 % — на жилищно-коммунальные услуги и жилищное строительство, 15,2 % — на национальную экономику, 6,1 % — на общегосударственную деятельность, 0,1 % — на охрану окружающей среды. Расходы на социальную сферу распределялись следующим образом: 49,1 % от расходов на социальную сферу — образование, 35,5 % — здравоохранение, 8,5 % — социальная политика, 7 % — физкультура, спорт, культура и СМИ. В структуре расходов на национальную экономику (15,2 %) наибольшая доля расходов приходится на сельское хозяйство (9,2 % от общих расходов бюджета) и дорожное хозяйство (4,1 %); невелики расходы на транспорт (0,9 %), топливо и энергетику (0,4 %), промышленность (0,4 %).
| Графики недоступны из-за технических проблем. См. информацию на Фабрикаторе и на mediawiki.org. |
| Графики недоступны из-за технических проблем. См. информацию на Фабрикаторе и на mediawiki.org. |

### Трудовые ресурсы и безработица
Уровень безработицы в Минской области, по данным выборочного обследования Национального статистического комитета Республики Беларусь, составил 4,9 % в 2017 году. В органах по труду, занятости и социальной защите зарегистрировано в качестве безработных 0,5 % населения в трудоспособном возрасте.

### Заработная плата
Самая высокая номинальная заработная плата среди районов области — в Солигорском районе (148,5 % от средней по области), самая низкая — в Стародорожском районе (71,6 %; данные за 2017 год).

### Жилой фонд
Жилищный фонд Минской области составляет 43,1 млн м² (20,8 млн м² в городах и 22,3 млн м² в сельской местности), в том числе государственный — 1,8 млн м² (4,3 %). В среднем на одного жителя приходится 30,2 м² (25,8 м² в городах и 36 м² в сельской местности). Лучшая обеспеченность жильём — в Минском районе (40,1 м²), худшая — в городе областного подчинения Жодино (23,6 м²), а среди районов — в Пуховичском (24,8 м²), Борисовском (25,1 м²) и Молодечненском (25,5 м²) районах. До 25 м² на человека приходится, помимо Жодино, в городах и посёлках Пуховичского (23,2 м²), Молодечненского (23,6 м²), Борисовского (24,1 м²), Солигорского (24,8 м²), Слуцкого (25 м²).
На учёте нуждающихся в улучшении жилищных условий в 2017 году состояло 66,6 тыс. человек в городах и посёлках, 24,2 тыс. в сёлах. В 2017 году получило жильё 3,6 тыс. человек — 2,8 тыс. в городах и 0,8 тыс. в сёлах.
По состоянию на 2017 году водопроводом обеспечено 85,6 % жилого фонда в городах и посёлках, 64,9 % в сельской местности, канализацией — 84,9 % и 61 %, центральным отоплением — 87,4 % и 62,7 %, горячим водоснабжением — 78,4 % и 50,1 %, ваннами (душем) — 80,3 % и 54,1 %. Сельские населённые пункты газифицированы лучше городов и городских посёлков (94,1 % и 93,6 % соответственно).

## Здравоохранение
По состоянию на 2017 год в Минской области было 113 больничных организаций с 12170 коек (85,3 койки на 10 тысяч человек), 362 амбулаторно-поликлинических организации, 4834 практикующих врача (33,9 на 10 тысяч человек) и 17210 средних медицинских работников (120,6 на 10 тысяч человек). Самая лучшая обеспеченность населения врачами — в Минском районе (благодаря расположению в нём ряда республиканских и областных лечебных учреждений) — 54,8 на 10 тысяч человек, самая худшая — в Смолевичском (13,8) и Любанском (19,6) районах. 44,6 % практикующих врачей имели терапевтические специальности, 12 % — педиатрические, 27,5 % — хирургические, 7,3 % — медико-диагностические. Больше всего больничных коек в области терапевтических (4060), хирургических (2592), детских неинфекционных (1413), неврологических (960), меньше всего — наркологических (73) и онкологических (100). Самая лучшая обеспеченность населения больничными койками в Минском (117,4 на 10 тысяч человек) и Солигорском (102,1) районах, самая худшая — в Пуховичском районе (60).
Число абортов в Минской области по годам (в 2017 году — 2420 абортов, 7,9 на 1000 женщин в возрасте 15-49 лет, 17,2 на 100 родов):
Ежегодно в Минской области регистрируется 380—500 тыс. случаев гриппа и острых инфекций верхних дыхательных путей (27-36 тысяч случаев на 100 тысяч человек), до полутора тысяч острых кишечных инфекций, 200—400 случаев сальмонеллёзных инфекций, 90-160 случаев скарлатины, 40-70 случаев вирусного гепатита. В 2010—2017 годах с 1 до 72 случаев возросла заболеваемость коклюшем, в 2013 и 2014 годах регистрировались случаи кори.

## Образование
По состоянию на 2017/2018 учебный год в Минской области насчитывается 659 учреждений дошкольного образования (255 в городах и посёлках городского типа, 404 в сельских населённых пунктах) с численностью детей в них 61,2 тыс. (43,1 тыс. в городах и посёлках, 18 тыс. в сельских населённых пунктах). Охват детей в возрасте 1-5 лет учреждениями дошкольного образования — 67,9 % (83,6 % в городах и посёлках, 46,9 % в сельских населённых пунктах). В 2012 году 20,5 % детей в дошкольных учреждениях области обучалось на белорусском языке (в том числе 6,6 % в городах и 52,1 % в сельской местности), 71,8 % на русском (86,3 % и 38,8 %), 7,7 % на белорусском и русском языках (7,1 % и 9,1 % в городах и сельской местности соответственно).
По состоянию на 2017/2018 учебный год количество учреждений общего среднего образования в Минской области составляет 545 (второе место среди областей Республики Беларусь), численность учащихся — 147,4 тыс., учителей — 18,6 тыс. В 2012/2013 учебном году в области насчитывалось 36 гимназий и 4 лицея, в которых обучалось 20,3 и 0,7 тыс. человек соответственно. В 2012/2013 учебном году 29 % школьников обучались на белорусском языке (наибольший показатель в Республике Беларусь), 71 % — на русском.
В 2017/2018 учебном году в Минской области действует 19 учреждений профессионально-технического образования, численность учащихся — 7,9 тыс. человек. В 2017 году было зачислено 3,3 тыс. абитуриентов, выпущено 3,3 тыс. специалистов. Количество учреждений среднего специального образования в Минской области — 24, численность учащихся — 12,5 тыс. человек. В 2017 году было зачислено 4,1 тыс. абитуриентов, выпущено 3,8 тыс. специалистов. По большинству количественных показателей профессионально-технического и среднего специального образования область находится на последнем месте в Республике Беларусь.
В Минской области отсутствуют высшие учебные заведения.

## Культура и достопримечательности
В области находится более 20-и музеев. Минский областной краеведческий музей находится в городе Молодечно.
Самые посещаемые музеи Минской области (2016 год):
1. Национальный историко-культурный музей-заповедник «Несвиж» — 412,4 тыс. (в 2018 году — 421,9 тыс.)
2. Государственный мемориальный комплекс «Хатынь» — 235,2 тыс. (в 2018 году — 237,5 тыс.)
3. Белорусский государственный музей народной архитектуры и быта — 64,2 тыс.
4. Несвижский историко-краеведческий музей — 36,5 тыс.
5. Борисовский объединённый музей — 32,1 тыс.

В 2018 году в Минской области действовало 28 самостоятельных музеев, которые посетили 1307 тыс. человек. По количеству музеев область занимает первое место в Республике Беларусь, по количеству посетителей — второе (после музеев Минска).
В Минской области действует два профессиональных театра (оба в Молодечно) — Минский областной драматический театр (27 161 посетитель в 2016 году) и Минский областной театр кукол «Батлейка» (18 167 посетителей).
За 2010—2017 годы число публичных библиотек в Минской области сократилось с 781 до 450 (86 в городах и посёлках, 364 в сельской местности), библиотечный фонд — с 8,95 млн экземпляров до 6,29 млн (14 тыс. экземпляров на одну библиотеку), число клубов — с 699 до 516. Число музеев (исключая частные, школьные и ведомственные) выросло с 25 до 28. В 2017 году 408,2 тыс. пользователей библиотек получили 7,5 млн экземпляров книг и журналов.
В 2023 году постановлением Министерства культуры Республики Беларусь от 30 мая 2023 года № 80 статус нематериальной историко-культурной ценности присвоен элементу «Культура белорусской дуды» на территории Минской области.

### Несвиж
Расположен в 120 км юго-западнее Минска. Один из самых старых городов в стране. Первое упоминание о нём встречается в летописях XIII столетия, но расцвет города приходится на середину XVI столетия, когда Несвиж становится резиденцией княжеского рода Радзивиллов. В течение XVI—XVII веков город интенсивно отстраивается по последнему слову фортификационного искусства и архитектуры, а замок Радзивиллов превращается в мощное оборонительное сооружение, окружённое системой рвов, валов и гидротехнических сооружений. Здесь строится первая в Беларуси типография, в которой печатается первая Библия на белорусском языке, открывается несколько монастырей и костелов, и даже квартировалась небольшая частная армия. Сейчас этот небольшой районный центр представляет собой колоритное сочетание средневековой архитектуры, простых деревянных домов и серых образцов социалистического градостроительства.
Выдающимся памятником архитектуры является Несвижский дворцово-замковый комплекс (XVI—XVIII вв.), построенный итальянским архитектором Джованни Бернардони с явным намерением затмить королевские дворцы той эпохи. Окруженный обширной системой водоемов и крепостных валов, замок был практически неприступен, и долгое время являлся образцом для подражания при строительстве подобных сооружений. Во второй половине XIX в вокруг живописных построек центрального корпуса, казармы и хозяйственных построек, образующих центральную архитектурную группу, была разбита обширная парковая зона общей площадью свыше 200 га, до сих пор широко известная своими искусно подобранными флористическими комплексами.
Кроме замкового комплекса, заслуживают внимания монастырь и костёл бенедиктинок (1590—1596 гг.), Ратуша (XVI в — одна из самых древних в стране) и близлежащие торговые ряды, великолепный Фарный костёл (костел иезуитов, 1584—1593 гг. — первый иезуитский костел на территории Речи Посполитой), Замковая башня (XVI в), Слуцкие ворота (Слуцкая брама, XVI—XVIII вв.), «Дом на рынке» (1721 г) и парк Альба (XVI в) в южной части города, на территории которого были расположены не дошедшие до наших дней постройки летней резиденции Радзивиллов.

### Гостиницы
В 2018 году в Минской области действовало 126 организаций, предоставлявших услуги по временному проживанию (по этому показателю область занимает первое место в Республике Беларусь). Из этих 126 организаций 64 были гостиницами, в том числе 3 — категории «3 звезды», 1 — категории «2 звезды», 60 — без категории. В области также действовало 2 мотеля и 60 других организаций по размещению туристов. 71 организация была в частной собственности, 55 — в государственной (26 — в республиканской, 29 — в коммунальной).
В 2018 году гостиницы и аналогичные организации Минской области разместили 203,2 тыс. человек — 139,8 тыс. граждан Республики Беларусь и 63,4 тыс. иностранцев. Всего в этих организациях в 2018 году было 2623 номера единовременной вместимостью 5280 мест. Средний коэффициент загрузки составил 26 %.

## Религия
Большинство верующих в Минской области относят себя к православным, в области также проживает много католиков (особенно в западной части области) и протестантов (пятидесятников, баптистов и других направлений). В 2012 году в Минской области была зарегистрирована 351 православная религиозная община, 136 общин христиан веры евангельской (пятидесятников), 95 римско-католических общин, 51 община евангельских христиан-баптистов. Действует также 11 общин христиан полного Евангелия, 10 — адвентистов седьмого дня, 6 мусульманских общин, 4 иудейских общины (как ортодоксальных, так и прогрессивных), 3 общины свидетелей Иеговы, 3 — старообрядцев, 1 — греко-католиков, 1 — новоапостольской церкви. В Минском районе действует наибольшее число религиозных общин в области (76), чуть меньше — в Молодечненском (50), Вилейском и Солигорском районах (по 47).

## Органы власти
Государственную власть в Минской области осуществляют органы управления и самоуправления Минской области, а также областной и районные суды и общереспубликанские органы исполнительной государственной власти. Органы местного управления и самоуправления расположены в городе Минске.
Исполнительно-распорядительными органами и должностными лицами Минской области являются:
- Минский областной Совет депутатов — представительный государственный орган власти на территории области, образованный в 1938 году, как Минский областной Совет депутатов трудящихся. Областной Совет состоит из 60 депутатов, которые избираются по 60 одномандатным округам. В настоящее время действует XXVIII созыв, который был избран на местных выборах, прошедших в феврале 2018 года.
- Председатель Минского областного исполнительного комитета — высшее служебное лицо Минской области, возглавляет высший исполнительный орган государственной области — Минский областной исполнительный комитет. Срок полномочий председателя облисполкома неограничен и назначается Президентом Республики Беларусь, с одобрения областного Совета депутатов.
- Минский областной исполнительный комитет — постоянно действующий, коллегиальный орган исполнительной и распорядительной власти на территории области. Состоит из председателя, первого заместителя, заместителей председателя, начальников управлений и управляющего делами исполкома (всего 11 должностных лиц).

## Спорт
В 2019 году на территории Минской области насчитывалось 16 стадионов, 146 плавательных бассейнов (24 стандартных, 37 нестандартных и 85 мини-бассейнов), 643 спортивных зала и 785 плоскостных сооружений.
В высшей лиге национального футбольного первенства участвует 5 футбольных команд, представляющих Минскую область: БАТЭ (Борисов), Торпедо (Жодино), Слуцк, Шахтёр (Солигорск); кроме того, Минскую область представляет футбольный клуб Ислочь, хотя домашние матчи эта команда проводит в Минске. В хоккейном первенстве Минская область представлена двумя клубами — Шахтёр (Солигорск) и Динамо-Молодечно.

## Преступность и пенитенциарная система
В 2017 году в Минской области было совершено 16 480 преступлений (второе место в Республике Беларусь после Минска). Уровень преступности в пересчёте на 100 тысяч составил 1157 (первое место в стране). Самый низкий уровень преступности в Несвижском районе (670) и Жодино (726), самый высокий — в Смолевичском (1641) и Пуховичском (1541) районах.
В Минской области расположено несколько учреждений Департамента исполнения наказаний МВД Республики Беларусь:
- Исправительная колония № 14 (ИК-14) — Новосады, Борисовский район;
- Тюрьма № 8 — Жодино;
- Лечебно-трудовой профилакторий № 3 (женский) — Павловка, Слуцкий район;
- Лечебно-трудовой профилакторий № 6 (мужской) — Дзержинск;
- Исправительное учреждение открытого типа № 39 — Крупки.

## Награды
- Орден Ленина (1967)[139]
- Орден Ленина (1970)[139]